# Диас Санчес, Хавьер
Хавьер Диас Санчес (исп. Javier  Díaz Sánchez; родился 15 мая 1997 года, Майрена-дель-Альхарафе, Испания) — испанский футболист, вратарь клуба «Тенерифе».

## Карьера
Воспитанник «Севильи». За третью команду сыграл 36 матчей, где пропустил 41 матчей. За вторую команду дебютировал в матче против «Атлетико Санлукеньо», где сыграл на ноль. За «Севилью» дебютировал в матче против «Валенсии». Всего за клуб сыграл 82 матчей, где пропустил 86 мячей и сделал 33 «сухарей».
7 июля 2022 года перешёл в «Тенерифе».

## Достижения
- Финалист Суперкубка УЕФА: 2020
- Обладатель золотой медали Лиги Европы УЕФА: 2019/20[7]